# Ahuatenco, Ocuilan
Ahuatenco är en ort i kommunen Ocuilan i delstaten Mexiko i Mexiko. Samhället hade 1 160 invånare vid folkräkningen år 2020.